# Sarrigné
Sarrigné est une commune française située dans le département de Maine-et-Loire, en région Pays de la Loire.

## Géographie

### Localisation
Sarrigné est situé en limite du Baugeois, à l'est du centre d'Angers, et à 3 km du Plessis-Grammoire (ouest), à 4 km de Corné (sud-est), à 5 km de Pellouailles-les-Vignes (nord-ouest), à 5 km de Bauné (est) et à 5 km d'Andard (sud).
| Loire-Authion | Corzé         | Loire-Authion |
| Loire-Authion | Sarrigné      | Loire-Authion |
| Loire-Authion | Loire-Authion | Loire-Authion |

### Lieux-dits
En dépendent les lieux-dits et hameaux : les Baugères, la Bédaudière, Beuzin, le Bois-Jarry, le Bourg, la Brosse, le Buron, les Cures, les Dublières, l'Étang, la Gagnerie, le Grand-Clos, les Grandes-Derries, la Monpasière, le Moulin-Neuf, les Noues, les Oulas, la Paillette, la Perchaudière, le Petit-Bois, les Renardières, le Tertre, la Tuffière, la Varenne, etc.

### Relief et géologie
L'altitude de la commune varie de 22 à 57 mètres et sa superficie est de près de 3 km2 (297 hectares), avec en 1996, 22 hectares en prés, 12 hectares en jardins et 37 hectares en bois.
Sarrigné se situe sur l'unité paysagère du Plateau du Baugeois. Le terrain crétacé et le grès se montrent à l'est de la commune.

### Hydrographie
Le ruisseau de l’Étang naît sur la commune.

### Climat
Pour des articles plus généraux, voir Climat des Pays de la Loire et Climat de Maine-et-Loire.
En 2010, le climat de la commune est de type climat océanique altéré, selon une étude du CNRS s'appuyant sur une série de données couvrant la période 1971-2000. En 2020, Météo-France publie une typologie des climats de la France métropolitaine dans laquelle la commune est exposée à un climat océanique et est dans la région climatique  Moyenne vallée de la Loire, caractérisée par une bonne insolation (1 850 h/an) et un été peu pluvieux. 
Pour la période 1971-2000, la température annuelle moyenne est de 11,5 °C, avec une amplitude thermique annuelle de 14,2 °C. Le cumul annuel moyen de précipitations est de 637 mm, avec 11,4 jours de précipitations en janvier et 5,8 jours en juillet. Pour la période 1991-2020, la température moyenne annuelle observée sur la station météorologique de Météo-France la plus proche, sur la commune de Marcé à 10 km à vol d'oiseau, est de 12,3 °C et le cumul annuel moyen de précipitations est de 701,1 mm,. Pour l'avenir, les paramètres climatiques de la commune estimés pour 2050 selon différents scénarios d'émission de gaz à effet de serre sont consultables sur un site dédié publié par Météo-France en novembre 2022.

### Voies de communication
La D 116 (Plessis-Grammoire / Bauné) traverse la commune dans sa partie centrale et le bourg d'ouest en est, qui s'est développé le long des principales voies de communication.
L’autoroute A11 dite l'Océane traverse la partie nord du territoire de Sarrigné.

### Transports
La commune est desservie par les bus.

## Urbanisme

### Typologie
Au 1er janvier 2024, Sarrigné est catégorisée commune rurale à habitat dispersé, selon la nouvelle grille communale de densité à sept niveaux définie par l'Insee en 2022.
Elle appartient à l'unité urbaine de Loire-Authion, une agglomération intra-départementale regroupant cinq  communes, dont elle est une commune de la banlieue,,. Par ailleurs la commune fait partie de l'aire d'attraction d'Angers, dont elle est une commune de la couronne,. Cette aire, qui regroupe 81 communes, est catégorisée dans les aires de 200 000 à moins de 700 000 habitants,.

### Occupation des sols
L'occupation des sols de la commune, telle qu'elle ressort de la base de données européenne d’occupation biophysique des sols Corine Land Cover (CLC), est marquée par l'importance des territoires agricoles (65,7 % en 2018), en diminution par rapport à 1990 (73 %). La répartition détaillée en 2018 est la suivante : 
terres arables (41 %), zones urbanisées (20,2 %), forêts (14 %), zones agricoles hétérogènes (12,8 %), prairies (11,9 %). L'évolution de l’occupation des sols de la commune et de ses infrastructures peut être observée sur les différentes représentations cartographiques du territoire : la carte de Cassini (XVIIIe siècle), la carte d'état-major (1820-1866) et les cartes ou photos aériennes de l'IGN pour la période actuelle (1950 à aujourd'hui).

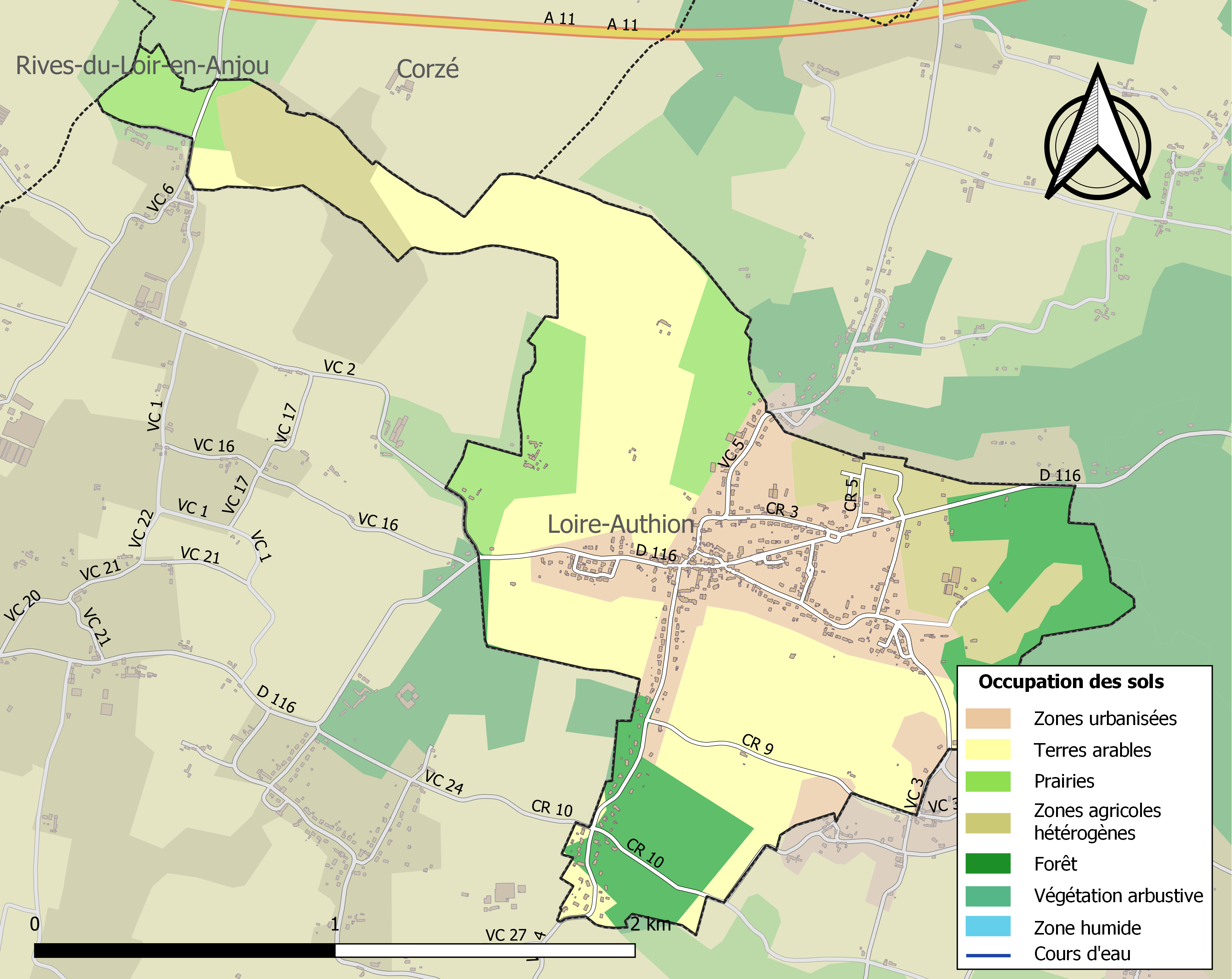
Carte des infrastructures et de l'occupation des sols de la commune en 2018 (CLC).

## Toponymie
Formes anciennes du nom : Sarrigneium en 1200, Capella de Sarrigneio en 1320, Sarigné en 1793, et Sarrigné en 1801.

## Histoire

### Préhistoire
Le Dr Gruet indique la découverte d'une hache en pierre polie.

### Moyen Âge
La terre, appartient primitivement aux Aménard, seigneurs de Daon.

### Ancien Régime
En est seigneur René de Montortier, 1525, sieur de la Verrine, avocat à Angers ; René de la Roussière, 1539-1553 ; Françoise de Montallais, veuve de Jean de Bueil, 1571 ; Anne de Bueil ; Honorat d'Acigné 1626, comte de Grandbois ; Gaspard de Daillon du Lude, baron de Briançon, évêque d'Albi, 1688 ; et les seigneurs de Briançon jusqu'à la Révolution. Le dernier seigneur de Sarrigné en est Charles-François Lefebvre, marquis de l'Aubrière.
Le manoir, avec maison forte et pont-levis, joignait l'église et le chemin de Corné. Cette maison dite le Château, avec jardin, cour, fossés, et terres, est mise sous séquestre national la Révolution sur Charles Lefebvre, comte de Méral, fils du marquis de Laubrière.
La paroisse dépend au XVIIIe siècle de l'Archidiaconé d'Angers, de l'archiprêtré d'Andard, de l’élection, des aides, du grenier à sel et du district d'Angers.

### La Révolution
L'assemblée électorale pour les États Généraux se tient le 8 mars 1789 le syndic municipal.

### Époque contemporaine
L'électrification de la commune est fait en 1925, et l'adduction d'eau potable en 1977.
14 habitants seront tués durant la Première Guerre mondiale.

## Politique et administration

### Administration municipale
| Période              | Période                   | Identité                          | Étiquette | Qualité                                                                                     |
| -------------------- | ------------------------- | --------------------------------- | --------- | ------------------------------------------------------------------------------------------- |
| 1790                 | 1792, germinal an II      | Louis Thuau                       |           | Syndic de la municipalité, 1788-1789                                                        |
| 1792, germinal an II | an IV, an VI              | Pierre Danjou                     |           |                                                                                             |
| an IV, an VI         | an VI, an VIII            | Pierre Busson                     |           | Agent municipal                                                                             |
| an VI, an VIII       | 10 messidor an VIII       | Pierre Hamelin                    |           | Agent municipal                                                                             |
| 10 messidor an VIII  | 15 avril 1820             | Pierre Busson                     |           |                                                                                             |
| 15 avril 1820        | 13 novembre 1831          | Charles Alex. Bénard de Courtigis |           | Révoqué de ses fonctions par arrêté du ministre de l'Intérieur en date du 17 septembre 1822 |
| 13 novembre 1831     | septembre 1843            | Sulpice Caillault                 |           |                                                                                             |
| septembre 1843       | 14 février 1856           | René Mahon                        |           |                                                                                             |
| 14 février 1856      | 1868                      | Pierre Guépin                     |           |                                                                                             |
| 1868                 | 15 mai 1892               | Pierre Colas                      |           |                                                                                             |
| 15 mai 1892          | 19 mai 1912               | Joseph Bescher                    |           |                                                                                             |
| 19 mai 1912          | 25 mai 1925               | Florent Dibon                     |           |                                                                                             |
| 25 mai 1925          | 1935                      | Pierre Gautreau                   |           |                                                                                             |
| 1935                 | 1945                      | Georges Potier                    |           |                                                                                             |
| mai 1945             | 1947                      | Gustave Logerais                  |           |                                                                                             |
| octobre 1947         | 1953                      | Ernest Saillant                   |           |                                                                                             |
| mai 1953             | 1959                      | Georges Manceau                   |           |                                                                                             |
| mars 1959            | 1965                      | Marcel Colin                      |           |                                                                                             |
| mars 1965            | 1983                      | Marcel Grosbois                   |           |                                                                                             |
| mars 1983            | 1997                      | Joël Travais                      |           |                                                                                             |
| 1997                 | 2008                      | Michel Huet                       | DVD       |                                                                                             |
| mars 2008            | avril 2014                | Catherine Pinon                   | DVG       |                                                                                             |
| avril 2014           | En cours (au 24 mai 2020) | Sébastien Bodusseau,              | app LR    | Responsable d'agence de voyages                                                             |

### Intercommunalité
La commune est intégrée à la communauté d'agglomération d'Angers Loire Métropole, elle-même membre du syndicat mixte Pays Loire-Angers.
Le P.L.U.I. est géré par la communauté d'agglomération d'Angers Loire Métropole, dont Sarrigné fait partie.
La commune adhère également au S.I.V.M. de Brain-sur-l'Authion.

### Autres circonscriptions
Jusqu'en 2014, Sarrigné fait partie du canton d'Angers-Trélazé et de l'arrondissement d'Angers. Ce canton compte alors quatre communes et une fraction d'Angers. C'est l'un des quarante-et-un cantons que compte le département ; circonscriptions électorales servant à l'élection des conseillers généraux, membres du conseil général du département. Dans le cadre de la réforme territoriale, un nouveau découpage territorial pour le département de Maine-et-Loire est défini par le décret du 26 février 2014. La commune est alors rattachée au canton d'Angers-7, avec une entrée en vigueur au renouvellement des assemblées départementales de 2015.

## Population et société

### Population sous l'Ancien Régime
Sous l'Ancien Régime la population était exprimée en « feux », c'est-à-dire en foyer de famille. Pour estimer le nombre d'habitants il faut appliquer un coefficient multiplicateur d'environ 5.
| 1688    | 1700    | 1713    | 1720     | 1725    | 1732    | 1764    | 1789    |
| ------- | ------- | ------- | -------- | ------- | ------- | ------- | ------- |
| 60 feux | 63 feux | 71 feux | 104 feux | 52 feux | 69 feux | 72 feux | 68 feux |

### Population depuis 1793
L'évolution du nombre d'habitants est connue à travers les recensements de la population effectués dans la commune depuis 1793. Pour les communes de moins de 10 000 habitants, une enquête de recensement portant sur toute la population est réalisée tous les cinq ans, les populations de référence des années intermédiaires étant quant à elles estimées par interpolation ou extrapolation. Pour la commune, le premier recensement exhaustif entrant dans le cadre du nouveau dispositif a été réalisé en 2008.

En 2022, la commune comptait 891 habitants, en évolution de +9,33 % par rapport à 2016 (Maine-et-Loire : +2,12 %, France hors Mayotte : +2,11 %).
| 1793 | 1800 | 1806 | 1821 | 1831 | 1836 | 1841 | 1846 | 1851 |
| ---- | ---- | ---- | ---- | ---- | ---- | ---- | ---- | ---- |
| 851  | 250  | 281  | 310  | 323  | 352  | 352  | 305  | 330  |

| 1856 | 1861 | 1866 | 1872 | 1876 | 1881 | 1886 | 1891 | 1896 |
| ---- | ---- | ---- | ---- | ---- | ---- | ---- | ---- | ---- |
| 292  | 300  | 293  | 301  | 292  | 262  | 269  | 263  | 279  |

| 1901 | 1906 | 1911 | 1921 | 1926 | 1931 | 1936 | 1946 | 1954 |
| ---- | ---- | ---- | ---- | ---- | ---- | ---- | ---- | ---- |
| 260  | 246  | 239  | 208  | 192  | 181  | 197  | 182  | 205  |

| 1962 | 1968 | 1975 | 1982 | 1990 | 1999 | 2006 | 2008 | 2013 |
| ---- | ---- | ---- | ---- | ---- | ---- | ---- | ---- | ---- |
| 229  | 232  | 213  | 481  | 635  | 743  | 802  | 817  | 819  |

| 2018 | 2022 | - | - | - | - | - | - | - |
| ---- | ---- | - | - | - | - | - | - | - |
| 818  | 891  | - | - | - | - | - | - | - |

### Vie locale
Présence d'une salle communale, inaugurée en mars 1987, d'une bibliothèque, de terrains de sports dont un terrain de football, d'un jeu de boule de fort fondé en 1901.
À la fin du XXe siècle, la fête communale a lieu lors de la Saint-Jean.

### Enseignement
En 1819, une institutrice enseigne aux jeunes filles. En 1821, la commune a une école. En 1857, les sœurs de Sainte-Marie-la-Forêt ouvrent une école de filles. En 1842, une maison avec dépendances est acquise pour servir à la tenue d'une école primaire de garçons. Plus tard, le bâtiment menaçant ruines, une école communale de garçons est aménagée dans celui de la mairie (travaux de construction adjugés en 1880, architecte Beignet).
En 1952, la commune possède une école publique mixte à une classe.

### Sports
Les Foulées de Sarrigné, une course à pied de 10 km créée en 2005, est organisée tous les ans. L'événement contribue à l'animation de la commune,.

## Économie

### Généralités
Commune rurale dépourvue d'industrie, les actifs vont majoritairement travailler à l'extérieur de la commune, notamment à Angers et dans la Z.I. de Saint-Barthélémy-d'Anjou.
En 1993, on recense trois exploitations qui pratiquent la polyculture et l'élevage des bovins.

### Tissu économique
Sur 26 établissements présents sur la commune à fin 2010, 15 % relèvent du secteur de l'agriculture (pour une moyenne de 17 % sur le département), aucun du secteur de l'industrie, 4 % du secteur de la construction, 65 % de celui du commerce et des services et 15 % du secteur de l'administration et de la santé. Fin 2015, sur les 27 établissements actifs, 7 % relèvent du secteur de l'agriculture (pour 11 % sur le département), 7 % du secteur de l'industrie, 7 % du secteur de la construction, 59 % de celui du commerce et des services et 19 % du secteur de l'administration et de la santé.

## Culture et patrimoine

### Lieux et monuments
Outre un logis seigneurial ayant servi de cure au siècle dernier, le bourg comprend plusieurs maisons du XVIIIe siècle.
L'ancien cimetière est vendu au XVIIIe pour financer l'acquisition d'un nouveau. Le monument aux morts est installé au début du siècle suivant dans le cimetière communal.
La mairie actuelle est bâtie dans les années 1880 sous la direction de l'architecte Beignet. Elle était précédemment installée dans un immeuble des époux Normand-Busson, acquis par la commune en 1842.
L'église Notre-Dame n'est qu'une simple chapelle jusqu'au XIVe. L'édifice actuel date principalement du XIXe siècle : son chœur à chevet plat est du XIIe, la nef et le clocher-porche du XIXe (architecte Beignet).